# Isabela Jeruzalémská
Isabela Jeruzalémská (1172 – po květnu 1206) byla královnou jeruzalémskou. Jako dědička království byla velmi žádanou partií.

## Život
Isabela se narodila z druhého manželství jeruzalémského krále Amauryho a Marie, dcery Jana Komnéna. Roku 1183 se na hradě Keraku provdala za hraběte Homroie z Toronu, příslušníka jedné z nejstarších rodin v království a vyženěného syna Renauda ze Châtillonu. Svatba, od níž si leprou postižený král Balduin i zřejmě i Renaud slibovali sblížení starousedlé a nově příchozí křižácké šlechty, byla plná aristokracie z Byzance i zámoří a doprovázena mnoha dny oslav bez ohledu na ostřelování obléhatelů pod velením samotného Saladina. Homfroiova matka Štěpánka nechala dokonce poslat do Saladinova ležení mísy ze svatebního stolu a na oplátku Saladin vydal zákaz ostřelovat část hradu, v níž bydleli novomanželé. Obležení zakončil na počátku prosince příchod krále, který donutil muslimy k ústupu. Homfroi byl vzdělaný, pohledný mladík a na svou dětskou manželku byl hodný. Isabela jej měla skutečně ráda.

Levanta roku 1190

Po smrti dětského krále Balduina V. v srpnu 1186 došlo ke sporu. Jeruzalémský patriarcha korunoval Sibylu, Isabelinu starší sestru, a v Nábulusu byl, barony a Isabelinou matkou Mariií s chotěm Balianem z Ibelinu, jeruzalémským králem jmenován Homfroi. Dědic Zajordánska, vzdělaný milovník pokojného života a uměleckých děl, však před držením koruny couvl a raději složil lenní hold Sibyle a Guyovi z Lusignanu. O rok později se Homfroi po katastrofálním neúspěchu křesťanů u Hattínských rohů dostal do Saladinova zajetí a byl propuštěn v červenci 1188.
| „             | Sultán poslal do Damašku franského krále a jeho bratra, dále Honfroie a pána Džubajlu..., aby je tam uvěznili a zastavili po tolika činech... | “ |
| — Imád-ad-Dín | |   |

### Dědička Jeruzalémského království
Královna Sibyla i s oběma dcerami zemřela roku 1190 a nárok na trůn tak připadl Isabele, což se stalo pro její bezdětné manželství s Homfroiem osudným. Konrád z Montferratu se společně s Marií Komnénovnou zasadil o zinscenování Isabelina rozvodu s Homfroiem z Toronu. Jako záminka posloužilo tvrzení, že Isabela byla donucena k uzavření sňatku nátlakem a že zženštilý Homfroi sňatek nikdy nezavršil tělesným spojením.  S dědičkou království se Konrád vzápětí sám oženil. Po dobytí Akkonu se za zprostředkování evropských panovníků ujednalo příměří mezi oběma uchazeči o jeruzalémský trůn. Guy z Lusignanu, vdovec po královně Sibyle a zkrachovalý válečník od Hattínských rohů, zůstal u moci a po jeho skonu měl na trůn nastoupit Konrád. Na jaře 1192 se situace v Levantě změnila. Guy neměl již žádnou podporu místních baronů a tehdy Richard Lví srdce udělil Jeruzalém Konrádovi a Guy dostal jako odškodnění Kypr.

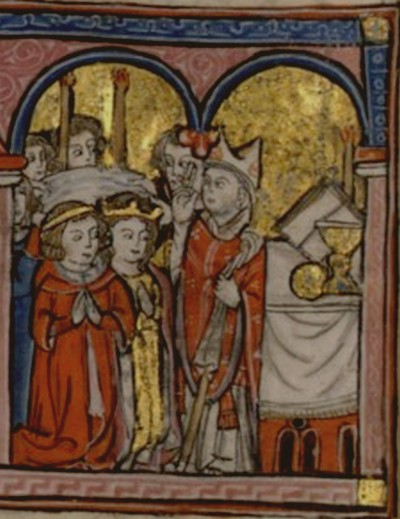
Svatba Isabely s Konrádem z Montferratu

28. dubna 1192 byl Konrád z Montferratu krátce po své korunovaci zavražděn dvěma vrahy ze sekty asasínů a bylo nutné najít rychle nového vládce Jeruzaléma a manžela vdově Isabele. Volba obyvatel Tyru padla na Jindřicha ze Champagne, který byl zřejmě nejméně kontroverzním kandidátem. 5. května 1192, již týden po Konrádově smrti, byla Isabela provdána za mladého hraběte.
| „             | Když byl Markýz mrtev a jeho duše mířila do pekla, anglický král převzal vládu v Tyru a věnoval ji hraběti Jindřichovi, s nímž vyřešil všechny problémy. Tento poslední se již téže noci spojil s královnou, Markýzovou ženou, neboť tvrdil, že má největší právo spojit se s ženou zemřelého. | “ |
| — Imád-ad-Dín | |   |

V křesťanském táboře vyvolala urychlená svatba rozpaky a muslimové byli ohromeni informací, že ke konzumaci manželství došlo i přes Isabelino pokročilé těhotenství. Zdá se, že manželství bylo šťastné, Jindřich se do Isabely zamiloval. Nebyl nikdy korunován, vydobyl si však přízvisko král pobřeží a svými arabskými současníky byl považován za moudrého muže Období jeho vlády bylo úspěšné i díky skonu dvou největších protivníků – Saladina a Guye z Lusignanu. Po Guyově skonu se ujal kyperské koruny jeho bratr Amaury z Lusignanu a uzavřel s Jindřichem smír a smlouvu o budoucím sňatku svých dětí.
Shodou okolností se právě Amaury stal čtvrtým Isabeliným chotěm, poté, co Jindřich vypadl z okna galerie. Nový panovník po krachu německé křížové výpravy uzavřel mír s Ajjúbovci. Korunovace proběhla v lednu 1198 v Akkonu a v království dočasně nastalo období klidu a míru. Měli dvě dcery, Sibylu (* 1198) a Melisendu (* 1200), a jednoho syna, Amauryho (* 1201). Král Amaury zemřel 1. dubna 1205 na úplavici a Isabela se na krátký rok ujala vlády. Zemřela zřejmě v době po květnu 1206.
Dědičkou Jeruzalémského království se stala Isabelina nejstarší dcera Marie z Montferratu.
Amauryho syn Hugo si vzal Isabelinu dceru Alici a založil novou dynastii.